# Bolivia i olympiska vinterspelen 1980
Bolivia deltog med tre deltagare vid de olympiska vinterspelen 1980 i Lake Placid. Ingen av landets deltagare erövrade någon medalj.